# Tarek Aziz
Mikhail Yuhanna, más conocido como Tarek Aziz (árabe: طارق عزيز, siríaco: ܛܐܪܩ ܥܙܝܙ) (Tel Keppe, 28 de abril de 1936 - Nasiriya, 5 de junio de 2015) fue un político iraquí, ministro de Asuntos Exteriores (1983-1991), vice primer ministro adjunto (1979-2003) y asesor cercano del presidente Sadam Huseín durante décadas. Su relación con Sadam comenzó en 1950, cuando ambos eran militantes del Partido Árabe Socialista Baaz, en aquel entonces un partido ilegal.
Aziz fue en numerosas ocasiones el jefe de gobierno de facto de Irak en el exterior, ya que por razones de seguridad, Sadam Huseín raramente abandonaba el país y Tarek Aziz era el encargado de representar al Estado en cumbres diplomáticas.
Pasó los últimos años de su vida preso en la cárcel de Camp Cropper, al oeste de Bagdad. Fue absuelto de algunos cargos el 1 de marzo de 2009 tras un juicio, pero fue condenado a quince años de prisión el 11 de marzo de 2009 por su papel en las ejecuciones de cuarenta y dos comerciantes declarados culpables de especulación en 1992. Posteriormente, el 25 de octubre de 2010, fue condenado por el Alto Tribunal Penal iraquí a morir en la horca, junto con el antiguo ministro del Interior Saadun Shaker, por su relación con la depuración de los partidos religiosos.
El 17 de noviembre del 2010, el presidente de Irak Yalal Talabani anunció que no firmaría la orden de ejecución de la pena de muerte dictada por la justicia iraquí contra Tarek Aziz. Talabani dijo que él era socialista y por eso no podía autorizar la muerte de Aziz, un cristiano iraquí de más de 70 años de edad. De acuerdo con la constitución iraquí, una pena de muerte dictada por los tribunales no puede ser ejecutada si el presidente no la ratifica con su firma; es una de las pocas funciones reales que tiene el presidente (un cargo mayormente simbólico). Sin embargo, en el pasado, Talabani (opositor a la pena de muerte) sí ha permitido otras ejecuciones, entre ellas las de varios colaboradores de Sadam, como la de Abdulhamud, secretario personal de Huseín, ahorcado el 6 de junio de 2012.
Aziz estuvo en custodia el resto de su vida y murió de un ataque al corazón en la ciudad de Nasiriya el 5 de junio de 2015 a la edad de 79 años.

## Infancia y educación
Mikhail Yuhana nació el 28 de abril de 1936, en la ciudad asiria de Tel Keppe en el noroeste de Irak, en una familia étnicamente asiria, miembros de la Iglesia católica caldea. Estudio Inglés en la Universidad de Bagdad y luego trabajo como periodista, después de ingresar en el Partido Baaz Árabe Socialista en 1957. Cambió su nombre cristiano por el musulmán y más escuchado “Tarek Aziz” para ganar la aceptación de la mayoría árabe y musulmana. En 1963, se convirtió en el editor del periódico Al Yamahir y Al Thawra, el órgano oficial del Partido Baaz.

## Carrera política

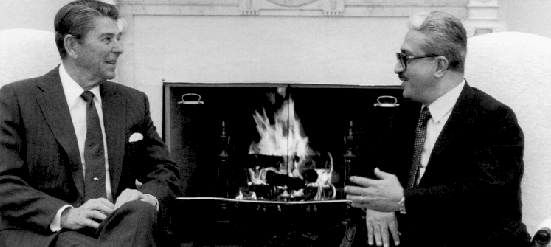
Ronald Reagan recibe a Aziz en la Casa Blanca en 1984

Escaló posiciones en la política iraquí después de la llegada al poder del Partido Baaz en 1968.  Aziz se convirtió en uno de los más cercanos allegados a Sadam Huseín, lo que hizo que este le promocionara. Formó parte del Comando Regional del Partido Baaz, el órgano de gobierno máximo desde 1974 a 1977, y en ese mismo año llegó a ser miembro del Consejo del Comando Revolucionario de Huseín.
En 1979, Aziz fue nombrado primer ministro de Irak, cuya principal tarea era trabajar como diplomático explicando la política iraquí en todo el mundo. En abril de 1980, sobrevivió a un intento de asesinato cometido por miembros del Partido Islámico Dawa. En el ataque, lanzaron una granada a Aziz en el centro de Bagdad, varias personas fallecieron. Se considera a este suceso el casus belli de la Guerra Irán-Irak.
Cuando Irak invadió Kuwait en 1990, Tarek Aziz fue el portavoz internacional en apoyo a la acción militar. Justificaba la invasión debido a la bajada del precio del crudo por parte de Kuwait al incrementar su producción, dañando las reservas de petróleo iraquíes. Condenó a los estados árabes por "ser vasallos de la hegemonía de los Estados Unidos en Oriente Medio y su apoyo a las sanciones". El 9 de enero de 1991, Aziz acudió a la Conferencia de Paz de Ginebra, en la que se encontraba el secretario de Estado de los Estados Unidos, James Baker. La cita giró en torno a la posible resolución por la ocupación de Kuwait.

## Guerra de Irak
En octubre de 2000, el entonces secretario de Estado para Asuntos Exteriores británico, Peter Hain, envió delegaciones secretas a Aziz para abrir una línea de comunicación con el Gobierno iraquí a fin de evitar la guerra.  A pesar de la cooperación inicial, Aziz rechazó estos encuentros.
El 14 de febrero de 2003, Aziz fue recibido en una audiencia por el papa Juan Pablo II y otros altos cargos vaticanos donde, acorde a las declaraciones de la Santa Sede, hizo público "el deseo del Gobierno iraquí para cooperar con la comunidad internacional, en particular sobre el desarme". La misma declaración hizo el Papa, insistiendo en la necesidad de Irak de respetar fielmente las resoluciones del Consejo de Seguridad de las Naciones Unidas, considerado el garante de la ley internacional.

### Armas de destrucción masiva
Poco después de la invasión de Irak, el presidente de los Estados Unidos George W. Bush declaró a Tarek Aziz como uno de los responsables de la ocultación de las armas del régimen iraquí:

(Traducción al español) El presidente Bush expresó el sábado una confianza inquebrantable en encontrar armas prohibidas en Irak y culpó a Tarek Aziz, uno de los más allegados a Sadam, de no cooperar con las fuerzas estadounidenses que lo mantenían bajo arresto. Bush dijo que el primer ministro, la cara visible del anterior Gobierno iraquí además de Huseín, no había contado todavía toda la verdad.
USA Today, 3 de mayo de 2003

## Detención
Aziz se entregó voluntariamente a las fuerzas estadounidenses el 24 de abril de 2003, después de negociar por medio de su hijo. Su principal preocupación en ese momento era el bienestar de su familia. En el momento de su entrega, Aziz era el número 43 de una lista de los 55 iraquíes más buscados por las fuerzas de ocupación, a pesar de la creencia de "que probablemente no sabría respuestas a preguntas como dónde pueden estar ocultas las armas de destrucción masiva y dónde podría estar Sadam Huseín".
Antes de la guerra, Aziz declaró que prefería morir a ser prisionero de guerra estadounidense: "Que esperarán de mí, después de mi historial como militante y ser uno de los líderes del régimen iraquí, si voy a una prisión estadounidense. ¿Ir a Guantánamo? Prefiero morirme", dijo en la televisión británica ITV.

## Familia
En 2001, su hijo Ziad fue arrestado por corrupción. En enero de 1999, Ziad fue acusado por su antigua sirvienta de usar la posición oficial de su padre (mayoritariamente sus vehículos) para evitar problemas al cruzar la frontera jordana con el contrabando, de intento de asesinato de su marido y su familia, así como de corrupción relacionada con empresas francesas e indonesias. Fue arrestado y sentenciado a 22 años en prisión. Aziz renunció a su cargo, pero Sadam Huseín no aceptó su renuncia. Ziad evitó la prisión cuando Huseín creyó que Aziz había purgado suficiente condena por los errores cometidos.
Ziad Aziz vive actualmente en Jordania con su esposa, sus cuatro hijos, y dos hermanas de Tarek Aziz. La esposa de Tarek Aziz y otro de sus hijos viven en Yemen.

## Fallecimiento
Tariq Aziz murió el 5 de junio de 2015 en el hospital de al-Hussein situado en la ciudad de Nasiriyah, a los 79 años de edad. De acuerdo a su abogado, fue bien tratado en prisión pero sufría depresión, diabetes, ataques al corazón y úlceras y decidió que quería acabar con su "miseria".